# Clarence Abel
Clarence John Abel, detto Taffy (Sault Ste. Marie, 28 maggio 1900 – Sault Ste. Marie, 1º agosto 1964), è stato un hockeista su ghiaccio statunitense.

## Palmarès

### Olimpiadi invernali
- Argento a Chamonix-Mont-Blanc 1924 nell'hockey su ghiaccio.